# ヴェッテンベルク
ヴェッテンベルク (ドイツ語: Wettenberg) は、ドイツ連邦共和国ヘッセン州ギーセン郡に属す町村（以下、本項では便宜上「町」と記述する）である。この町は、クロフドルフ＝グライベルク、ヴィスマール、ラウンスバッハの 3地区からなる。

## 地理

### 位置
ヴェッテンベルクは、ギーセン市の北周縁部と直接境を接しており、グライベルガー・ラントに位置する。自然環境上は、ギーセンのラーンタール低地が、グラーデンバッハ丘陵の一部であるクロフドルフ＝ケーニヒスベルクの森東部にあたるクロフドルフの森に至る北西の接点に位置している。
ヴェッテンベルクは、上級中心都市ギーセンの間近、デュンスベルクの南斜面に位置しており、隣接するビーバータールと同様に人気の都市郊外住宅地である。クロフドルフの森の濃密な森林地域やグライベルク城を有するヴェッテンベルクは、ギーセン都市圏の重要な近郊保養地あるいはハイキングの目的地ともなっている。
北〜北西方面から、ラーン川支流のそれぞれ 10 km2 ほどの流域面積を持つ、それほど水量が豊かでないフォーンバッハ川 (12.0 km)、グライバッハ川 (7.7 km)、ヴィスマールバッハ川 (6.2 km) が町内を流れている。

### 隣接する市町村
ヴェッテンベルクは、北はローラ（マールブルク＝ビーデンコプフ郡）、北東はロラー、南東はギーセン、南はホイヒェルハイム・アン・デア・ラーン、西はビーバータール（以上いずれもギーセン郡）と境を接している。ヴェッテンベルクは、ビーバータール、ホイヒェルハイムおよびラーナウとともにグライベルガー・ラント共同体を形成している。

### 自治体の構成
ヴェッテンベルクは、クロフドルフ＝グライベルク、ヴィスマール、ラウンスバッハの各地区からなる。

## 歴史
クロフドルフ＝グライベルク、ヴィスマール、ラウンスバッハの3つの村落は、新設されたラーン市に1977年に編入され、ヴェッテンベルク管区を形成した。この管区名は3つの集落のほぼ真ん中に位置する森に覆われた尾根に由来する。ラーン市の廃止後、1979年8月1日にこの管区はヴィッテンベルクの名の下に新たな自治体を形成した。

## 行政

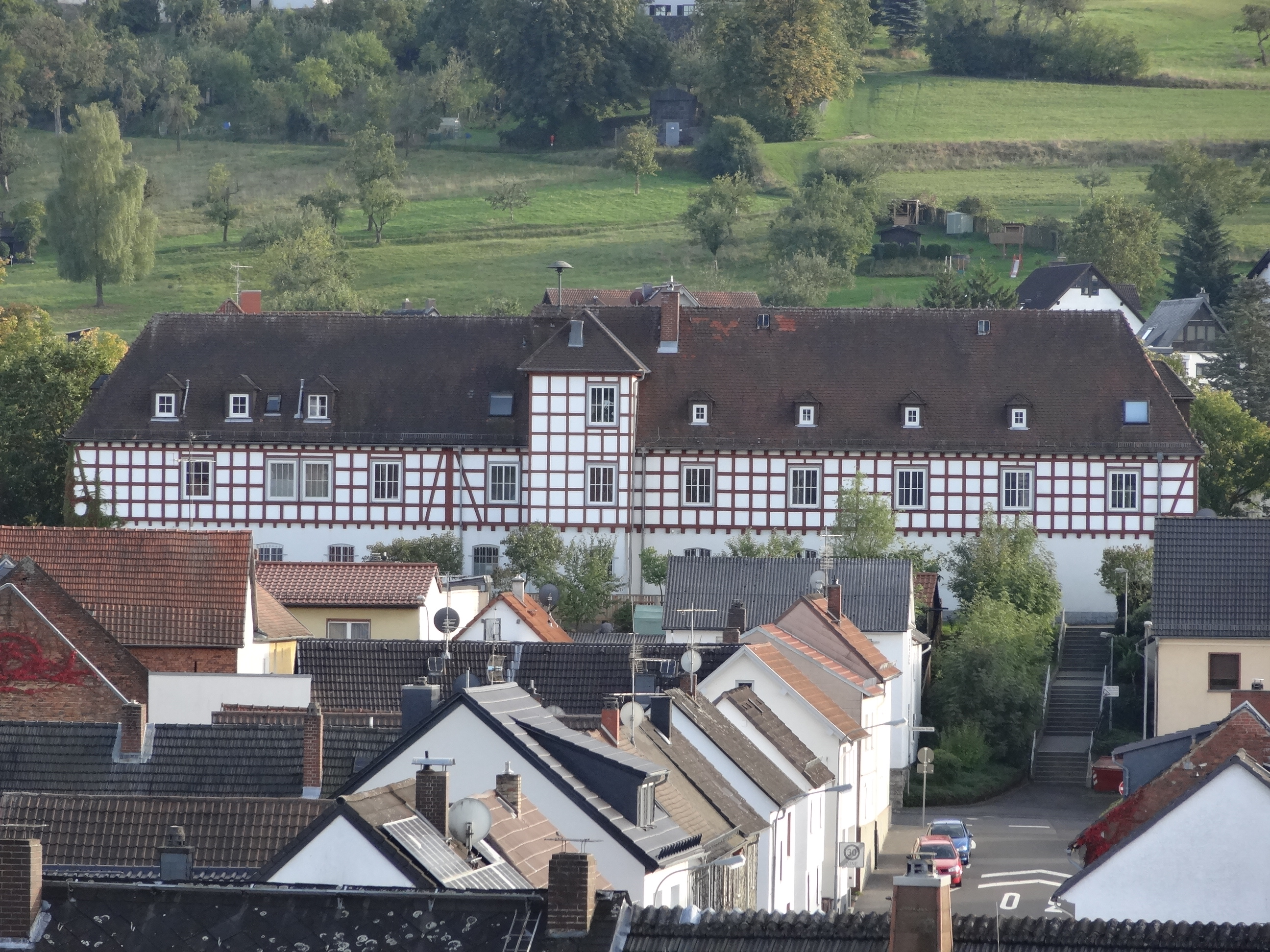
クロフドルフ＝グライベルク地区にあるヴェッテンベルク町役場

### 町議会
2011年3月27日の町議会議員選挙以降、この町の町議会は 37議席からなる。

### 町長
2009年6月7日の町長選挙でトーマス・ブルンナー (SPD)は 71 % の票を獲得し、対立候補のカルステン・ツェルプに勝利した。この選挙の投票率は 60.1 % であった。16年間中央部局指導者として行政に携わったブルンナーは、2010年2月1日にゲルハルト・シュミットの後継者として町長に就任した。2015年6月14日の町長選挙でトーマス・ブルンナーは 68 % の票を獲得して、対立候補のティーモ・レーダー (CDU) に勝利した。この選挙の投票率は、44.9 % であった。

### 姉妹自治体
- ソルグ（英語版、フランス語版）（フランス、ヴォクリューズ県）
- Tök（ハンガリー、ペシュト県）
- ツァンベック（英語版、ハンガリー語版）（ハンガリー、ペシュト県）

## 文化と見所

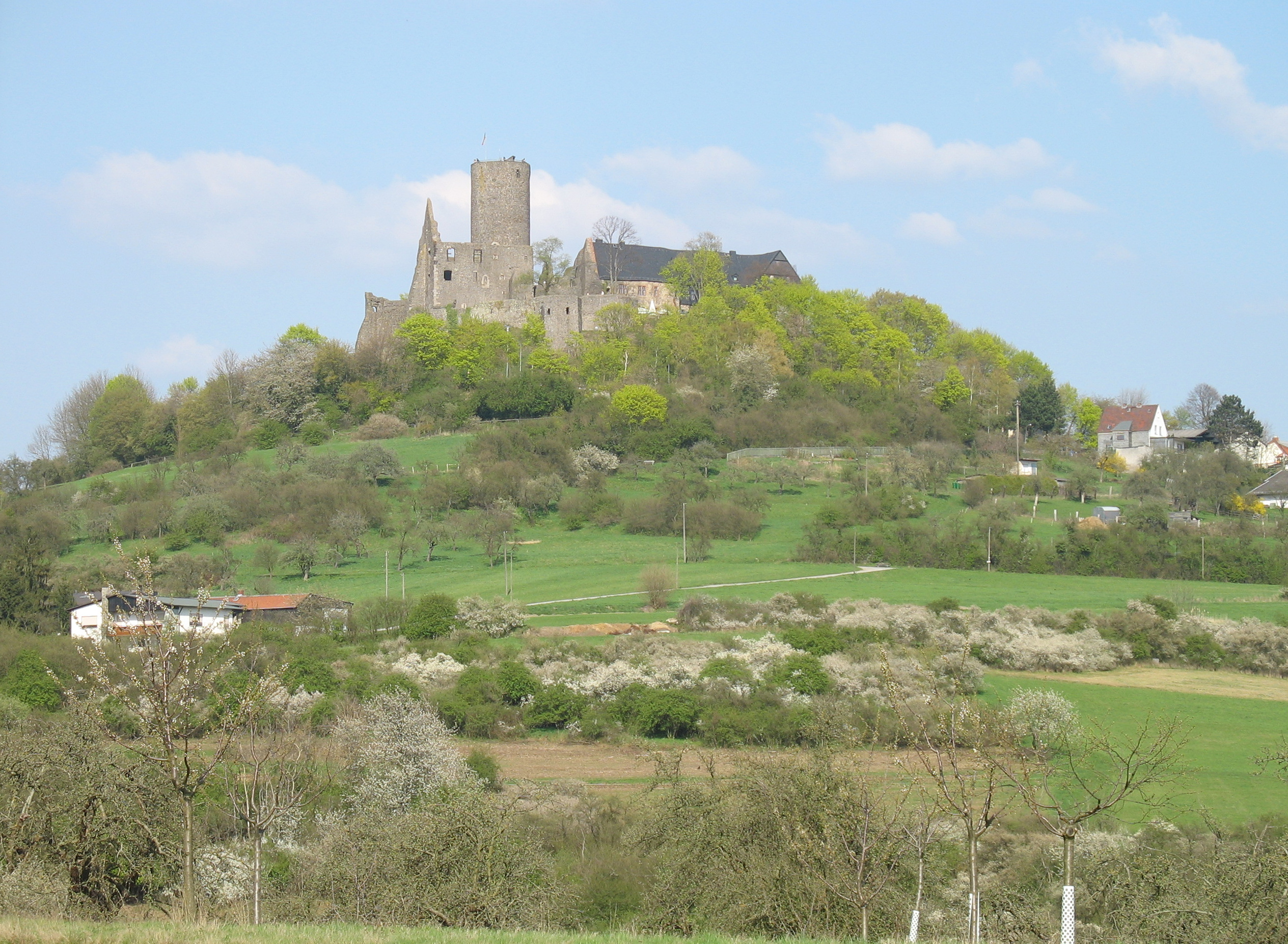
グライベルク城

### レジャーと観光
ヴェッテンベルクは、グライベルガー・ラントの自治体とともに観光業の振興に努めている。レジャー地としても人気なのがグライベルガー・ラント屋外プール、ヴィスマール湖、ラウンスバッハ湖、クロフドルフの森の遊歩道である。見所としては、グライベルク城は言うまでもないが、木工＋技術博物館、3つの地区の古い教会や郷土博物館なども見応えがある。
- ラウンスバッハ湖
- 木工＋技術博物館
- クロフドルフのマルガレータ教会
- グライベルクのカタリーナ教会
- ラウンスバッハの福音主義教会
- ヴィスマールの福音主義教会
- ヴィスマール郷土博物館

### 年中行事とクラブ活動

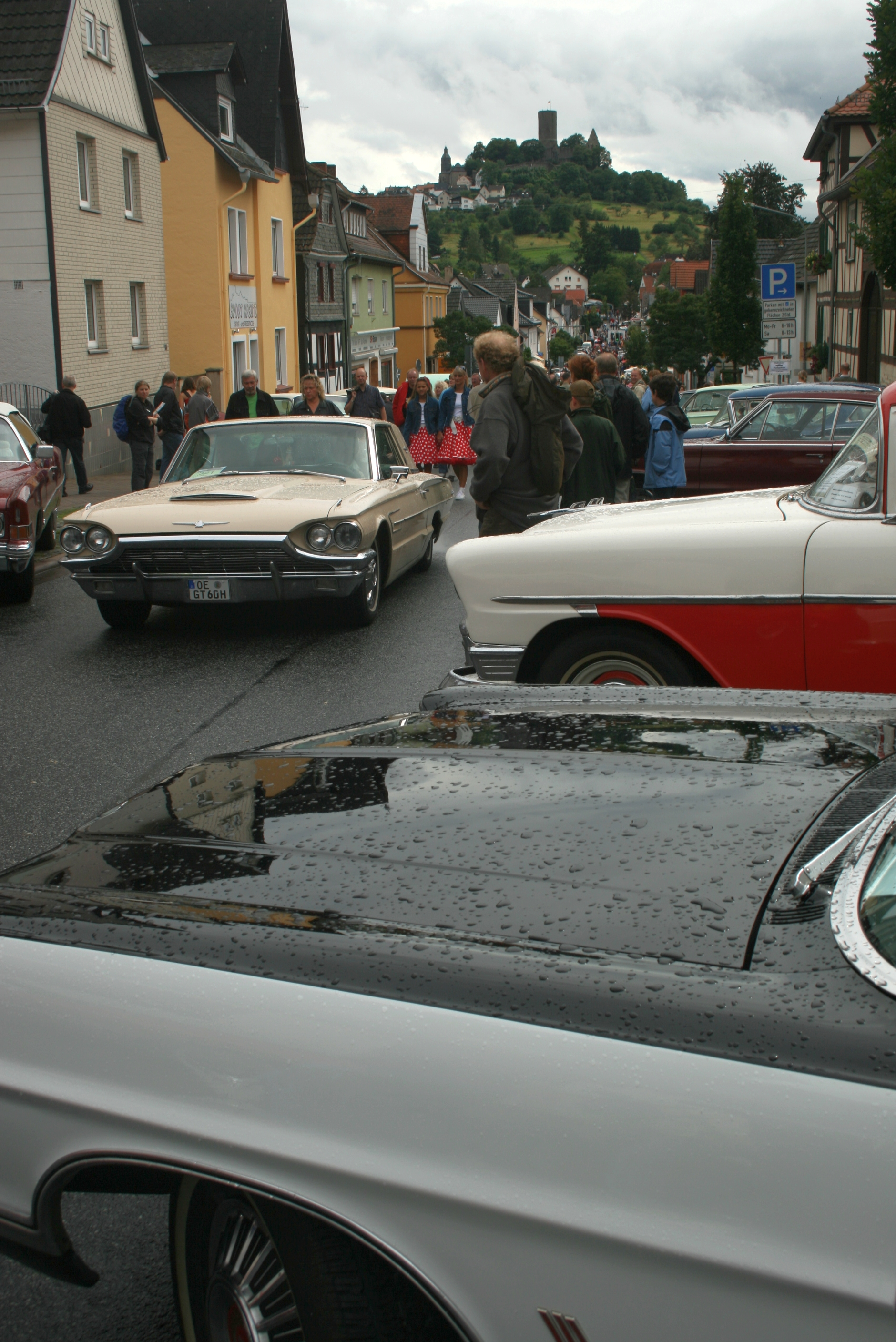
2007年のゴールデン・オールディーズの様子

毎年7月の最終週末に、全国的に有名なオールディーズフェルティヴァル「ゴールデン・オールディーズ」が開催される。この祭では、1950年代、60年代、70年代の音楽、ファッション、カルチャーが再現される。また、ヴェッテンベルクの各地区では、ヴィスマールのクレーマーマーケット、クロフドルフ＝グライベルクの歴史市、ヴィスマールのメルヒェンの日、ラウンスバッハの収穫感謝市、いくつかの地区の教会開基祭のようなローカルで知られた祭が行われる。
近隣のグライベルガー・ラントの自治体、ホイヒェルハイム、ビーバータール、ラーナウと共同で、毎年「ドライメルカーフェスト」が開催されている。その多くは「グライベルガーラント・イン・ベーヴェグング」などの観光イベントと連動して行われている。
毎年開催されるクラシック音楽のウィンターコンサートも有名である。「ヴェッテンベルガー・ヴィンターコンツェルテ」という名の下、クラシック音楽愛好家に知られている。伝統的に入場料は無料であるが、コンサートで寄付金を募っている。寄付金の使途については各コンサートシーズンごとに予め定められ、公表されている。
ヴェッテンベルクは謝肉祭の盛んな町の一つに数えられている。ラウンスバッハとクロフドルフ＝グライベルクは、毎年、王子夫妻と伝統的な11人祭典委員会との宴会が開かれる。これに対してヴィスマールでは 2年ごとに宴会が行われるだけである。この宴会は風変わりなことで知られており、愛されている。毎年バラの月曜日にはクロフドルフ＝グライベルク・体操・スポーツ・クラブの主催で「バラの月曜の舞踏会」が開催される。謝肉祭の火曜日にはクロフドルフ＝グライベルクの伝統的なカーニバルのパレードが開催され、3つの地区すべてが参加する。
ヴェッテンベルクに登録されている 80以上のクラブの活発な活動は、上述のイベントへの参加・協力に発揮されるだけでなく、たとえば自治体、学校やクラブ同士が協力して木工＋技術博物館などのプロジェクトや全国的な「教育創造」コンクールに参加するなどといった際にも見られる。さらにクラブ自体が、芸術展示、小動物展示、スポーツ、自然科学イベント、ハイキング、コンサート、講演会、パーティーなど多彩なイベントを開催してもいる。

## 経済と社会資本

### 交通
ヴェッテンベルクは、連邦アウトバーン A480号ヴェッツラー - ライスキルヒェン線に固有のインターチェンジを有している。

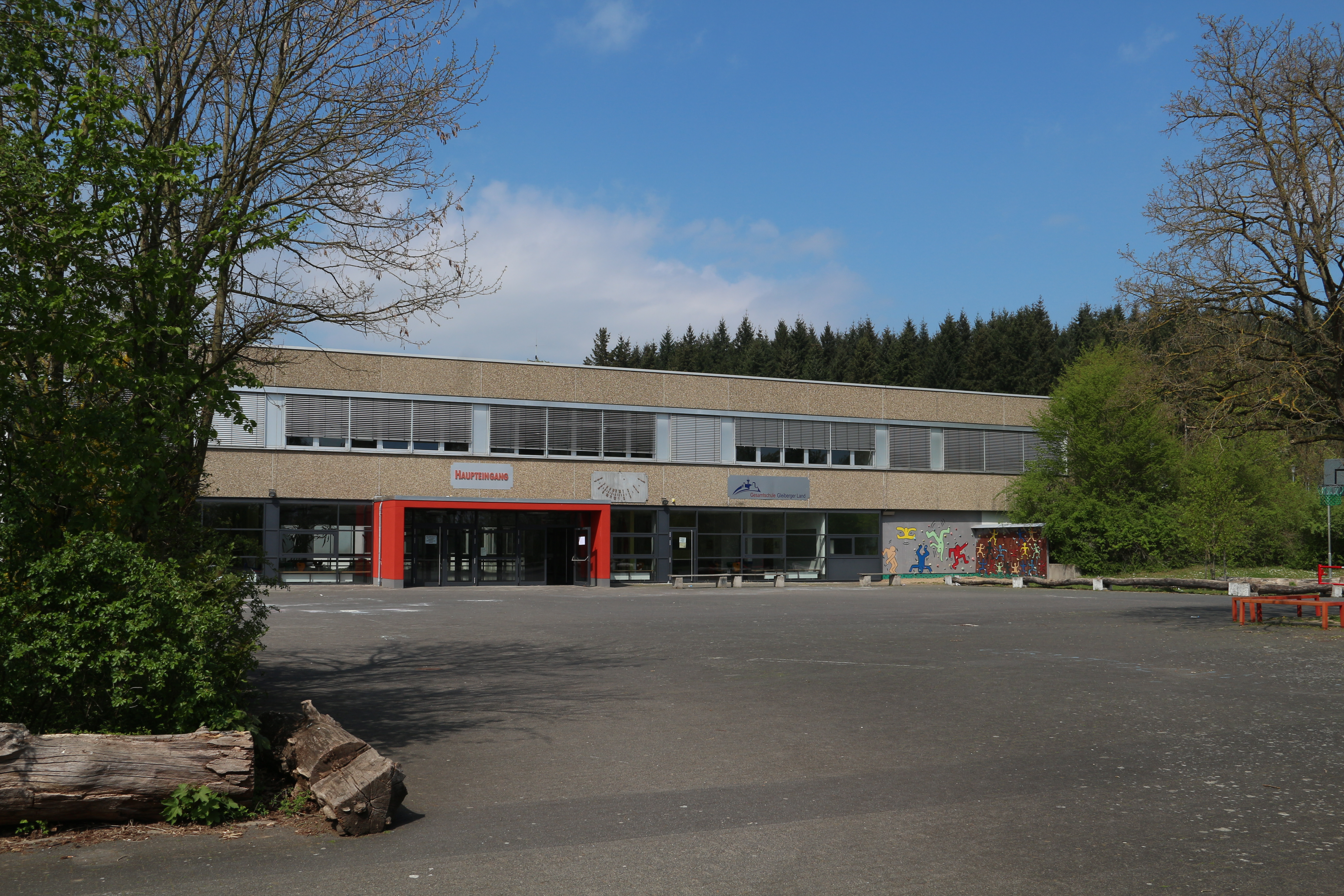
グライベルガー・ラント総合学校

### 教育
グライベルガー・ラント総合学校（2007年7月まではヴェッテンベルクシューレという名称であった）は、ヴェッテンベルクおよびホイヒェルハイムの生徒のための中等教育の学校である。2007年8月からビーバータールおよびホーエンアールの生徒も入学している。基礎課程学校の後、グライベルガー・ラント総合学校で第10学年まで学び、ギムナジウムの上級学年でアビトゥーアを修得したり研究したりするのか、主苦行学校や企業の研修所に進学するのかを選択する。

## ヴェッテンベルの栄誉
ヴェッテンベルク町は、さまざまなテーマ、特に環境/自然や持続可能性の分野のコンテストに参加している。たとえば、2006年にはドイツ環境保護協会から「天候保護の連邦首都」となった。また2009年には「天候保護自治体」コンテストで優勝した。2010年10月にはコンテスト「天候保護の連邦首都2010」で第2位となった。ラウンスバッハは、「我らの村」コンテストで 2011年に第2位、2014年に第3位を獲得した。

## 引用
1. ↑  Hessisches Statistisches Landesamt: Bevölkerung in Hessen am 31.12.2023 (Landkreise, kreisfreie Städte und Gemeinden, Einwohnerzahlen auf Grundlage des Zensus 2011)]
2. ↑  ヘッセン州統計局: 2011年3月27日のヴェッテンベルク町議会議員選挙結果（2015年5月23日 閲覧）
3. ↑  ヘッセン州統計局: 2009年6月7日のヴェッテンベルク町長選挙結果（2015年5月23日 閲覧）
4. ↑  Wahlen in Hessen: Wettenberg, he-online（2015年6月15日 閲覧）
5. ↑  Wettbewerb "Bundeshauptstadt im Klimaschutz", Deutsche Umwelthilfe - 2006 Bundeshauptstadt im Klimaschutz（2015年5月24日 閲覧）
6. ↑  Wettenberg ist Sieger im Wettbewerb "Klimaschutzkommune 2009", Deutsche Umwelthilfe - Klimaschutz Kommune 2009（2015年5月24日 閲覧）
7. ↑  Thomas Brunner: „Unser Dorf Launsbach hat Zukunft“, Gießener Zeitung 2014年9月10日付け（2015年5月24日 閲覧）